# Bouygues Construction
Pour les articles homonymes, voir Bouygues (homonymie).
Bouygues Construction est une entreprise de construction, filiale à 100 % du groupe Bouygues présente dans 61 pays. Elle intervient dans de nombreux pays et mène des opérations à forte dimension technique dans les domaines des tunnels et ouvrages souterrains, des travaux fluviaux et maritimes, des ouvrages d'art, des projets linéaires, du génie civil industriel, des activités de rénovation d’ouvrages, de terrassement et des mines.

## Histoire
En 1952, Francis Bouygues crée l’Entreprise Francis Bouygues, spécialisée dans les travaux industriels et le bâtiment en région parisienne, qui deviendra le groupe Bouygues. En 1963, l'Ordre des Compagnons du Minorange est créé pour promouvoir l'élite des chantiers[non neutre],. 
En 1965, le groupe Bouygues commence à développer des activités de travaux publics sur le marché français. En 1970, le groupe Bouygues est introduit en bourse. 
En 1972, le groupe Bouygues se lance à l’international, en Iran, avec la construction du stade de Téhéran. En 1978, le groupe Bouygues arrive en Afrique et réalise l'École nationale supérieure des travaux publics à Abidjan (Côte d’Ivoire).  En 1984, Bouygues acquiert partiellement ETDE, Entreprise de Transport et de Distribution d’électricité, fondée en 1929, le restant sera acquit en 1999.
La fin des années 1980 est un coup d’accélérateur pour la mondialisation : elle voit notamment l’expansion du groupe Bouygues en Asie. Le groupe fait l’acquisition de Dragages Hong Kong. Sur le continent africain, le groupe construit en 1990 près de 10 000 salles de classe dans l’État du Lagos, au Nigéria. 
Dans les années 1990, le groupe connait une forte croissance de l’activité Bâtiment et Travaux Publics à l’international. En 1990,  Bouygues acquiert Losinger, troisième groupe suisse de BTP, dont la filiale VSL est le leader mondial de la précontrainte.
En 1991 débute la construction de la mosquée Hassan-II, et Bouygues crée sa filiale marocaine BYMARO.
En 1994 débute son activité au Turkménistan avec la mosquée de Gökdepe, et s'implante dans le pays durablement avec sa filiale Bouygues Turkmène.
En 1997, le Centre de formation d'apprentis (CFA) Gustave Eiffel est créé à Chilly-Mazarin (Essonne).
En juin 1999, l’assemblée générale des actionnaires de Bouygues approuve la filialisation des activités Bâtiment et Travaux publics, regroupées désormais au sein de la société Bouygues Construction. En décembre 1999, Bouygues cède à Bouygues Construction 100 % d’ETDE (acquise en 1984) et 51 % de Bouygues Offshore.
En juillet 2002, Bouygues Construction cède à Saipem sa participation majoritaire dans Bouygues Offshore.
En 2003, une nouvelle organisation opérationnelle de Bouygues Construction est mise en place en huit grandes entités : Bouygues Bâtiment Île-de-France, Bouygues Entreprises France-Europe (régions en France, Royaume-Uni, Belgique, Suisse, Espagne), Bouygues Bâtiment International, Bouygues Travaux Publics, VSL, DTP Terrassement, le pôle Concessions et ETDE. L’ensemble des activités de Facility Management de Bouygues Construction sont intégrées à ETDE. La même année, Bouygues Construction se renforce en Angleterre, et est choisi pour concevoir et construire en trois ans le nouveau ministère de l’Intérieur du Royaume-Uni. En 2007, Bouygues Bâtiment International acquiert la société anglaise Warings, puis 51% d'un autre constructeur britannique, Leadbitter, pour 45 millions d'euros en 2012.
En 2004, VSL et DTP Terrassement sont regroupées au sein d’un pôle Entreprises spécialisées Travaux publics. En 2005, ETDE poursuit sa croissance externe en acquérant David Webster, troisième entreprise de travaux et de maintenance d’éclairage public au Royaume-Uni. 
En 2007, Bouygues acquiert Warings à Portsmouth (Royaume-Uni). En 2008, Bouygues acquiert Miraglia (Alpes-Maritimes) via sa filiale GFC Construction. En 2009, Bouygues remporte un contrat de 950 M€ au Qatar, la construction de QP District un vaste complexe immobilier de neuf tours.
En 2010, Bouygues acquiert Leadbitter à Oxford (Royaume-Uni). L'entreprise signe la même année le premier contrat de performance énergétique (CPE) dans le logement social en France et signe le plus important PPP d’équipement sportif au monde pour le Sports Hub de Singapour, pour un montant de 770 M€. En 2010, ETDE est renommé en "Pôle Énergies et Services de Bouygues Construction", avant de devenir Bouygues Énergies & Services en 2013.
En 2011, Bouygues livre la tour First (Paris, La défense), plus haute tour de France. La même année, Bouygues créé EMBIX, une société de services de gestion et de pilotage de l’énergie destinés aux écoquartiers, cofondé entre ETDE (filiale de Bouygues Construction), Bouygues Immobilier et Alstom. Bouygues Construction et ses filiales Bouygues Bâtiment International et Bouygues Energies & Services livrent l’établissement médical Jim Pattison Care & Surgery Centre au Canada.
En 2012, Bouygues signe le contrat du Futur Palais de Justice de Paris, du Contournement Nîmes-Montpellier et du premier tronçon du pont Hong Kong-Macao. La même année, Bouygues acquiert la société Thomas Vale au Royaume-Uni.
En 2013, ETDE et ses filiales sont regroupées sous la marque Bouygues Energies & Services. La même année, l'entreprise finalise la construction du Cruise Terminal Building à Hong Kong conçu par l'architecte Norman Foster,.
En 2014, Bouygues Construction acquiert la société canadienne Plan Group, spécialiste du génie électrique et mécanique. La même année, Bouygues livre à Singapour le Sports Hub, fruit du plus important partenariat public-privé sportif au monde. Situé sur une surface de 35 hectares au bord de la mer, son toit rétractable est l’une de ses particularités.
En 2015, les filiales de développement immobilier sont regroupées sous une seule marque internationale : Linkcity
En 2016, sa filiale Bouygues Thai réalise à Bangkok le plus haut bâtiment de Thaïlande,,; la tour MahaNakhon. Célèbre pour son design architectural en forme de pixels, l’édifice atteint les 314 m et demeure l’ouvrage le plus haut du groupe. 
En 2017, Bouygues Bâtiment International livre le nouveau terminal international de l’aéroport de Zagreb,,, inauguré par le premier ministre croate. À la fin de la même année, l'entreprise livre le Morpheus Hotel, à Macao, conçu par Zaha Hadid.
En 2018, Bouygues acquiert dans le secteur de l'énergie et des services d'Alpiq InTec, en Suisse (devenue Bouygues Energies & Services InTec) et Kraftanlagen Gruppe en Allemagne, et dans le secteur du bâtiment AW Edwards en Australie,,.
Fin août 2019, Bouygues obtient un contrat d'une valeur de plus de 258 millions d'euros pour la construction d'Issy Cœur de Ville, un écoquartier situé à Issy-les-Moulineaux (Hauts-de-Seine) et qui sera exclusivement piéton,. La même année, sa filiale Dragages Singapour finalise la construction de Clement Canopy à Singapour. Composé de deux tours de 140 m chacune, il s’agit des plus hautes tours réalisées en béton modulaire au monde,,,.
En avril 2021, Bouygues Construction noue un partenariat avec Dassault Systèmes afin d’accélérer la transformation numérique de la construction.
En juillet 2021, Bouygues Construction lance la création d’une Chaire de recherche « Jumeaux numériques de la construction et des infrastructures dans leur environnement » en partenariat avec l'ESTP, Egis, Schneider Electric, le BRGM, SNCF Réseau et Arts et Métiers.
En novembre 2021, Engie annonce choisir l'offre de Bouygues pour la vente de Equans pour 7,1 milliards d'euros.
En octobre 2022, le groupe Bouygues finalise l’acquisition d’Equans, filiale d'Engie et spécialiste du secteur des énergies et des services. En janvier 2023, Bouygues Energies & Services, initialement filiale de Bouygues Construction, devient une filiale d'Equans qui est elle même une filiale du groupe Bouygues.

## Métiers
Le Groupe intervient dans la conception, le financement, la réalisation et l’exploitation/maintenance des projets de construction. 

### Bâtiment
Bouygues Construction est présente dans tous les secteurs du bâtiment (logements, bureaux, industrie, centres commerciaux, hôtellerie etc). Elle construit, réhabilite et rénove des bâtiments, elle est aussi présente sur la conception, le développement immobilier, la maintenance et l’exploitation.

### Travaux publics
Bouygues Construction intervient dans des projets liés à des travaux fluviaux et maritimes, ouvrages d’arts, tunnels et ouvrages souterrains mais également systèmes de précontrainte et d'haubanage. Elle réalise des routes et autoroutes, des tramways, des infrastructures ferroviaires et portuaires….

### Concessions
Bouygues Construction gère et exploite les sociétés concessionnaires d’infrastructures dans lesquelles elle détient une participation. L’entreprise gère et exploite des infrastructures de transport, d’équipements sportifs et de divertissement et de zones portuaires.

## Filiales de Bouygues Construction
Cette section ne s'appuie pas, ou pas assez, sur des sources secondaires ou tertiaires indépendantes du sujet. Le texte peut contenir des analyses inexactes ou inédites de sources primaires.
Pour l'améliorer, ajoutez-en, ou placez des modèles {{Source secondaire souhaitée}} ou {{Source secondaire nécessaire}} sur les passages mal sourcés. (août 2025)
Bouygues Construction est composé de 4 filiales principales, regroupant pour chacune d'elles plusieurs sous filiales, agissant dans les domaines de la construction, la conception, l'exploitation, la maintenance ou le financement d'ouvrages et d'infrastructures.  
Bouygues Bâtiment France
- Bouygues Bâtiment Ile-de-France[PA1]
- Bouygues Bâtiment Nord-Est
- Bouygues Bâtiment Centre Sud-Ouest
- Bouygues Bâtiment Sud-Est
- Bouygues Bâtiment Grand Ouest
- Linkcity[37]

Bouygues Bâtiment International
- Bouygues Turkmène
- Bouygues UK
- BYMARO
- Dragages Singapour
- Losinger
- Acieroid
- VCES
- Karmar
- AW Edwards

Bouygues Travaux Publics
- Bouygues Travaux Publics Régions France
- Bouygues Travaux Publics Région Parisienne
- Dragages Singapour
- DTP
- Prader Losinger
- Bouygues Construction Australia

VSL International
Bouygues Energies & Services
- Axione
- Bouygues Energies & Services Switzerland
- Plan Group
- Kraftanlagen

## Chiffres clés
- 32 500 collaborateurs en 2023
- 9,8 milliards d'euros de chiffre d’affaires en 2023

| Années                        | 2013   | 2014   | 2015   | 2016   | 2018   | 2019   | 2020   | 2021   | 2022   | 2023   |
| ----------------------------- | ------ | ------ | ------ | ------ | ------ | ------ | ------ | ------ | ------ | ------ |
| Chiffre d'affaires            | 11 111 | 11 726 | 11 965 | 11 815 | 12 400 | 13 355 | 12 000 | 12 800 | 13 200 | 9 800  |
| Résultat d'exploitation       | 437    | 335    | 349    | 326    | 368    | 378    | 171    | 342    |        |        |
| Résultat net (part du groupe) | 277    | 254    | 276    | 320    | 296    | 325    | 152    | 274    |        |        |
| Résultat opérationnel courant |        |        |        |        |        |        |        | 342    | 413    | 281    |
| Marge Opérationnelle          | 3,9 %  | 2,9 %  | 2,9 %  | 2,8 %  | 3 %    | 2,8 %  | 1,4 %  |        |        | 2,9 %  |
| Effectifs                     | 52 200 | 53 500 | 50 000 | 50 100 | 56 980 | 58 149 | 58 709 | 52 800 | 32 400 | 32 500 |

### Répartition du chiffre d’affaires par secteur d'activité
Sur l'année 2021 :
- 46 % Bâtiment
- 15% Travaux Publics
- 29 % Électricité et Maintenance

### Ventilation géographique du chiffre d'affaires
L'entreprise est présente dans plus de 60 pays et réalise 60% de son chiffre d'affaires à l'étranger; En 2021 :
- 42 % France ;
- 34 % Europe hors France ;
- 15 % Asie - Pacifique ;
- 3 % Afrique - Moyen-Orient ;
- 6 % Amériques - Caraïbes.

## Quelques réalisations
Bouygues Construction a notamment réalisé :
- le Stade de France et le Parc des Princes (Le logo de Bouygues est d'ailleurs inspiré de la forme du Parc des Princes[réf. souhaitée]) ;
- la Grande Arche de la Défense et le ministère de l’Intérieur Britannique ;
- l'Hôtel George-V (sic) et le Fouquet's (sic) à Paris ;
- la Bibliothèque nationale de France ;
- L'Institut National des Sciences Appliquées et de Technologie (INSAT) en Tunisie ;
- Le Musée du Louvre (sic), le Musée d'Orsay (sic), le Musée du quai Branly, la salle Pleyel, le musée Yves Saint Laurent (Paris et Marrakech) ;
- l'éclairage de plusieurs arrondissements de Londres, l’éclairage de Lille et de Paris ;
- le Centre des Archives nationales françaises à Pierrefitte-sur-Seine ;
- la Philharmonie de Paris[40] ;
- la Tour First à La Défense (le plus haut gratte-ciel de France, seul projet de rénovation en France de cette ampleur à avoir reçu la certification Haute qualité environnementale (HQE) ;
- la Mosquée Hassan II de Casablanca au Maroc, troisième plus grande mosquée et plus haut minaret du monde ;
- le stade Vélodrome à Marseille ;
- la tour Mahanakhon en Thaïlande ;
- le tribunal de Paris ;
- la Seine musicale ;
- l'aéroport de Zagreb et l'aéroport d'Iqaluit ;
- La Tour Incity à Lyon ;
- L'arena de Bordeaux, Arkéa Arena ;
- La tour Alto à la Défense ;
- Hôtel Royal Mansour, Tour CFC, Hôpital universitaire Mohammed VI, Musée Yves Saint Laurent de Marrakech[41] (Maroc)
- Hôtel Morpheus[42] (Macao)
- Complexe immobilier de West Bay, Doha, QP District[43] (Qatar)
- Palais présidentiel d'Oguzhan (Turkménistan)

### Tunnels et ouvrages souterrains
- 1986-1993 : Tunnel sous la Manche (France et Royaume-Uni)[44]
- 1994-1996 : Tunnel de la Duchère (France)
- 1995-1998 : Tunnel de Tai Lam (Hong Kong)
- 1995-2000 : Métro de Sydney - New Southern Railway (Australie)[45]
- 2000-2003 : Tunnel de Rostock (Allemagne)[46]
- 1999-2005 : Groene Hart – HSL Zuid (Pays-Bas)[47]
- 2006-2010 : Tunnel sud de Toulon - Liaison A50-57 (France)
- 2009-2014 : Tunnel du Port de Miami (États-Unis)[48]
- 2009-2014 : Métro du Caire Ligne 3 phase 2 (Égypte)

### Travaux fluviaux et maritimes
- 1990-1992 : LG1 Baie James (Canada)
- 1997-2000 : Aménagement du front de mer de Beyrouth (Liban)[49]
- 2001-2003 : Port Multimodal de Caucedo (République Dominicaine)[50]
- 2007-2009 : Plateforme logistique Tanger Med (Maroc)
- 2007-2011 : Busan new container terminal (Corée du Sud)
- 2009-2013 : Reconstruction du barrage de Chatou (France)[51]

### Ouvrages d’art
- 1987-1988 : Pont de l'île de Ré (France)[52]
- 1990-1995 : Pont de Normandie (France)[53]
- 2004-2008 : Pont de Masan Bay (Corée du Sud)[54]
- 2004-2008 : East Tsing Yi Viaduc (Chine)
- 2012-2014 : Pont Henri Konan Bédié (Côte d’Ivoire)[55]
- 2012-2018 : HK Zhuhai Macao Bridge (Hong Kong)

### Projets ferroviaires
- 2006-2011 : Tramway de Reims (France)[56]
- 2012-2017 : Contournement Nîmes-Montpellier (France)[57]

### Génie civil industriel
- 2007-2018 : Arche de Tchernobyl (Ukraine)[58]
- 2005-2011 : Olkiluoto EPR (Finlande)[59]

### Mines
- 2010-2020 : Mine d’or de Tongon (Côte d’Ivoire)
- 2012-2023 : Mine d’or de Kibali (Congo)
- 2011-2019 : Mine d’or de Gounkoto (Mali)
- 2017-2023 : Mine de bauxite (Guinée)[60]

## Activité de lobbying
Pour l'année 2020, Bouygues Construction déclare en propre à la Haute Autorité pour la transparence de la vie publique exercer des activités de lobbying en France, pour un montant inférieur à 10 000 euros. Le groupe Bouygues déclare pour l'ensemble de ses métiers des dépenses d'un montant inférieur à 50 000 euros en France, et des dépenses de lobbying inférieures à 600 000 euros auprès des institutions de l'Union européenne..

## Condamnations et controverses

### Attribution du chantier des locaux du Ministère de la Défense
En 2011, Bouygues Construction a été l’objet d’une enquête judiciaire concernant d’éventuels faits de corruption active et passive, trafic d’influence et atteinte à l’égalité des candidats dans les marchés publics dans le cadre de l’attribution du chantier des nouveaux locaux du Ministère de la Défense dans le quartier Balard à Paris. Selon des révélations du Canard Enchaîné, un militaire haut placé aurait transmis le cahier des charges de ce projet de « Pentagone français » à un cadre dirigeant de Bouygues avant que les concurrents du groupe n’aient eu l’occasion de le consulter.
En juillet 2015, trois personnes ont été en examen dans cette affaire dont un cadre du Groupe Bouygues. En août 2019, un non-lieu a été prononcé par le juge d'instruction le concernant.

### Projets réalisés au Qatar
Le groupe Bouygues est actif sur le marché qatari depuis 1993 et a remporté d’importants chantiers dans l’émirat. Ainsi, Bouygues Travaux Publics a érigé les systèmes de stockage de gaz liquéfié complétés en 1996 à Ras Laffan, dans le nord du pays. Par ailleurs, Bouygues Bâtiment International a construit à Doha le Qatar Petroleum District, un énorme complexe immobilier comprenant neufs tours de bureaux, un hôtel de luxe et un centre de conférences. En 2015, Bouygues s’est vu attribuer le contrat pour la réalisation des tunnels d’assainissement des eaux pour la ville de Doha, d’une valeur d’environ 285 millions d’euros.
Tout comme d’autres grands groupes de construction et de travaux publics tels que son concurrent français Vinci, Bouygues a fait l’objet de vives critiques dans les médias occidentaux du fait des conditions de travail des travailleurs migrants sur les chantiers au Qatar.

### Affaire de l'EPR de Flamanville
Bouygues Travaux Publics a été condamnée le 7 juillet 2015 à 25 000 euros d'amendes pour avoir eu recours aux services de sociétés pratiquant le travail dissimulé et le prêt de main-d’œuvre illicite dans le cadre du chantier de l’EPR de Flamanville. Cela concerne au moins 460 travailleurs détachés roumains et polonais entre 2008 et 2012. La société a été relaxée de la plupart des autres chefs d’accusation et a formé un pourvoi en cassation à l’encontre de cette décision. 
Le groupe est condamné en appel à verser 29 950 euros d'amende alors que le montant des cotisations sociales non versées sont estimées à plus de 10 millions d'euros. Le président de la cour d'appel de Caen signale qu'une amende supérieure à 30 000 euros leur aurait interdit l'accès aux marchés publics.